# 神农青冈
神农青冈（学名：Cyclobalanopsis shennongii），为壳斗科青冈属下的一个植物种。